# Kaiserliche Gendarmerie-Brigade in Elsaß-Lothringen
Die Kaiserliche Gendarmerie-Brigade in Elsaß-Lothringen bildete von 1902 bis 1918 die Gendarmerie im Reichsland Elsaß-Lothringen. Nach ihrer Auflösung traten die Gendarmen in die Königlich Preußische Landgendarmerie ein. Standort des Stabes der Brigade war Straßburg. Die Brigade war, wie die Schutztruppen in den deutschen Kolonien und die Seebataillone, eine Reichstruppe und gehörte damit keinem Landeskontingent an. 

## Geschichte
In Elsaß-Lothringen bestand seit 1872 eine Gendarmerie-Brigade analog der Königlich Preußischen Gendarmerie, der sie à la suite unterstellt war. Struktur und Uniformierung entsprachen weitgehend dem preußischen Vorbild. Wie im Königreich Preußen entsprach der Terminus Brigade weder dem militärischen Brigadebegriff noch dem französischen Gendarmeriebegriff, der auch in deutschen Bundesländern verwandt wurde, wo eine Gendarmerie-Brigade in der Regel 1 Ober-Wachtmeister und 4 oder 5 Gendarmen umfasste. Analog zu den 20 Landkreisen des Reichslandes existierten 20 so genannte Beritte, die von Gendarmerie-Oberwachtmeistern als Berittführer geführt wurden. Ihnen unterstand eine unbekannte Zahl von Gendarmerie-Stationen, die in der Regel mit zwei Gendarmen besetzt waren.      
Am 16. Dezember 1902 wurde die Brigade eine selbstständige Behörde, unterstand aber weiterhin dem preußischen Kriegsminister, da dieser gleichzeitig die Funktion eines Reichskriegsministers wahrnahm. Fachlich unterstand die Brigade allerdings dem Kaiserlichen Statthalter in Elsaß-Lothringen und den zivilen Behörden des Reichslandes analog zu den übrigen Gendarmerien der Bundesstaaten. Äußerlich drückte sich die Veränderung in einem Uniformdetail aus. Am Helm wurde nun statt des preußischen Wappens der Reichsadler getragen und an Portepee und Offizierschärpe die Reichsfarben Schwarz-Weiß-Rot statt bisher preußisch schwarz-weiß.
Der Zeitpunkt der Auflösung der Brigade ist unbekannt, dürfte aber unmittelbar im Zusammenhang mit der Räumung Elsaß-Lothringens durch deutsches Militär aufgrund der Bedingungen des Waffenstillstands von Compiègne am 11. November 1918 zu suchen sein. Frankreich forderte demgemäß die sofortige Räumung des Reichslandes durch sämtliche dort stationierten bzw. in Garnison befindlichen militärischen Einheiten.